# Combination Act

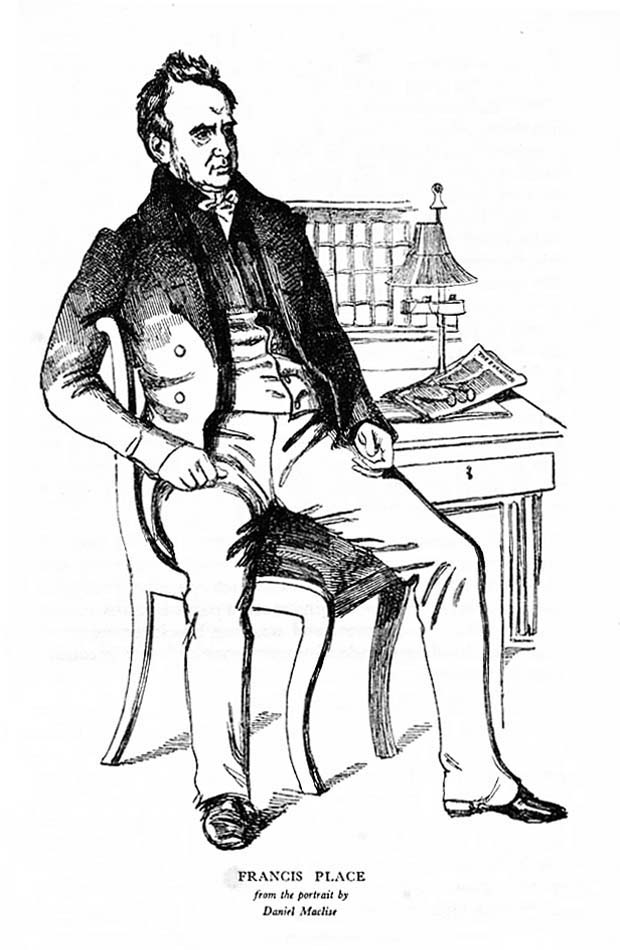
Francis Place, artisan de l'abrogation de la loi

Le Combination Act de 1799, intitulé An Act to prevent Unlawful Combinations of Workmen (short title 39 Geo. III, c. 81), interdit les syndicats et les revendications collectives des travailleurs britanniques. Le dispositif fut complété en 1800 (39 & 40 Geo III c. 106). Après leur abrogation en 1824, le Combination Act de 1825 fut adopté. Ces lois sont collectivement connues comme les Combination Laws.
Les lois de 1799 et 1800 furent l'œuvre du gouvernement de William Pitt le Jeune comme une réponse à l'activisme jacobin et à la crainte de voir les travailleurs faire grève au cours de la guerre et forcer ainsi le gouvernement à répondre positivement à leurs revendications. Edward P. Thompson estime que « les Combination Acts furent adoptés par un Parlement d'antijacobins et de propriétaires terriens dont le souci majeur était d'ajouter à la législation existante des lois d'intimidation contre les réformateurs politiques ». Ces dispositions législatives conduisirent les organisations syndicales à rester clandestines. L'intense action de lobbying du radical Francis Place joua un rôle important dans leur abrogation en 1824. Elle fut immédiatement suivie d'« une vague de création de syndicats légaux et de grèves » qui conduisit le gouvernement à vouloir rétablir les dispositions répressives des Combination Acts. Devant le risque d'insurrection, il se contenta de faire voter un texte en 1825 qui transformait « presque toute forme de persuasion ou d'intimidation des non-syndiqués » en délit mais préservait la dépénalisation du syndicalisme et de la grève.